# Lassie hazatér (film, 1943)
A Lassie hazatér (eredeti cím: Lassie Come Home)  1943-ban bemutatott amerikai családi film.
Főszereplő Roddy McDowall és Pal, egy hosszúszőrű skót juhászkutya.  A történet egy kisfiú és egy kutya közötti mély érzelmi kapcsolatról szól. A film alapjául szolgáló könyvet Eric Knight írta 1940-ben. Ez a film volt az első az MGM hét Lassie filmje közül.

## Rövid történet
Miután nincstelen családja kénytelen eladni őt, a Lassie nevű collie megszökik új gazdájától, hosszú és veszélyes útra indul Skóciából Yorkshire-i otthonába.

## Cselekmény
A nagy gazdasági világválság időszaka, Yorkshire, Anglia.
Mr. és Mrs. Carraclough anyagi kényszerűségből eladják 15 guinea-ért Lassie nevű skótjuhász kutyájukat Rudling hercegnek, aki már évek óta szerette volna megvásárolni tőlük. A fiukat, Joe Carraclough-t érzelmileg rosszul érinti a dolog. A kutya is ragaszkodik hozzá: minden nap pontosan négy órakor várta őt az iskola előtt.
Lassie egy szűk ketrecbe kerül, ahol egy lelketlen gondozóra van bízva, aki azonban nem törődik vele. Lassie hamarosan lyukat ás a kerítése alatt és hazaszökik. A gondozó azonban megjelenik a háznál és magával viszi a kutyát. A kerítést a gondozó alul megerősíti, így a kutya néhány próbálkozás után átugorja a kerítést és ismét hazamegy. A kutyát újból elviszik. A kutyát a herceg unokája, Priscilla is megszereti, de látja rajta, hogy szomorkodik a régi gazdája után. Joe az apjával elmennek a kutya ketrecéhez, ahol Joe elbúcsúzik tőle és arra kéri, hogy ne szökjön meg.
Az új tulajdonos, a herceg visszautazik skóciai birtokára és a kutyát is magával viszi.
A kutya innen is megszökik és a szökésben Priscilla is segít egy kicsit, mert nyitva tartja neki a nagykaput, amikor éppen lovagolni indulnak a nagyapjával.
A kutyára hosszú út vár, ha Yorkshire-ba akar eljutni. Már az út elején, amikor sziklákon mászik át, véres lábnyomokat hagy maga után. A kutyára a továbbiakban is sok megpróbáltatás vár. Majdnem lelövik, mert kóbor kutyának gondolják, ami pusztítja a birkákat. Nagyon kimerül, amikor átússza a Skócia és Anglia között húzódó, hideg, széles folyót. Egy idős házaspár talál rá az elcsigázott állatra. Néhány nap alatt azonban a kutya a gondos odafigyelésnek köszönhetően felépül, és feltűnik új gazdáinak (akik kóbor kutyának gondolták), hogy minden nap délután négy óra előtt a kutya ki akar menni a házból. Végül egy napon fájó szívvel, de elengedik.
Lassie egy vándorárushoz csatlakozik, aki egy lakókocsival, egy lóval és egy pincsikutyával járja az országot, és agyagból készült edényeket árul. A vásárlók szórakoztatására a kutyája különféle trükköket mutat be. Lassie csak addig marad vele, amíg útvonaluk megegyezik. Az egyik útelágazásnál az árus a kedvéért megváltoztatja a saját útvonalát, de végül elbúcsúzik Lassie-től.
A városba érve két városi sintér akarja Lassie-t befogni. Ő egy raktárépületbe menekül, ahonnan csak úgy tud kimenni, hogy kiugrik az ablakon. A bal mellső lába megsérül, ezt behajlítva vonszolja. Hamarosan hazaér, ahol örömmel fogadják. Nem sokkal később megérkezik a herceg is az unokájával. A herceg megdöbben a kutya hazaérkezésén, mivel több száz km-ről van szó, de úgy tesz, mintha nem ismerné meg a kutyát és az unokájának is jelt ad, hogy tegyen ugyanígy. A családfőnek felajánlja, hogy dolgozzék nála, amit az örömmel elfogad. A kutya fáradtan, sérülten nem akar enni, de amikor eljön az idő, bicegve megy kis gazdája elé, aki örömmel fogadja az iskola előtt.

## Szereplők
- Pal – Lassie, egy hosszúszőrű skót juhászkutya, gazdája a fiatal Joe Carraclough
- Roddy McDowall (Hamvas Dániel) – Joe Carraclough, Lassie fiatal gazdája
- Donald Crisp (Kárpáti Tibor) – Sam Carraclough, Joe apja
- Elsa Lanchester (Karancz Katalin) – Mrs. Carraclough, Joe anyja
- Elizabeth Taylor (Szénási Kata) – Priscilla, Rudling herceg unokája, akinek rokonszenves lesz Lassie
- Nigel Bruce – Rudling herceg, aki megveszi Lassie-t
- Dame May Whitty – Dally, idősebb hölgy, aki gondjaiba veszi Lassie-t, miután az átússza a Skóciát Angliától elválasztó folyót
- Ben Webster – Dan'l Fadden, Dally férje
- Edmund Gwenn – Rowlie, vándorárus, akihez Lassie átmenetileg csatlakozik
- J. Patrick O'Malley – Hynes, a hercegnél dolgozó kutyagondozó
- Alan Napier – Jock
- Arthur Shields – Andrew
- John Rogers – Snickers
- Alec Craig – Buckles

## A film készítése
Bár a történet Nagy-Britanniában játszódik, a filmet Washington államban és Monterey-ben (Kalifornia) forgatták le. A folyóval kapcsolatos jeleneteket a San Joaquin folyónál vették fel.
A film készítése közben, amikor az MGM igazgatói belenéztek a filmbe, annyira megmozgatta őket érzelmileg, hogy több jelenetet kértek.
Egyes források szerint kezdetben a történetnek megfelelően nőstény collie-t alkalmaztak a szerepre, de amikor annak nyáron hullani kezdett a szőre, egy hímmel helyettesítették (ez volt Pal). A hím collie-t csak a folyó átúszásánál akarták alkalmazni, de később rájöttek, hogy felépítése robusztusabb és látványosabb, így Rudd Weatherwax, a kutyakiképző javaslatára megtartották a szerepben.
Weatherwax később a Lassie névvel kapcsolatos minden jogot megkapott az MGM-től.

## Bemutató
A film DVD-n 2004. augusztus 24-én jelent meg az MGM forgalmazásában.

## Fogadtatás

### Kritikai visszhang
A filmkritikusok véleményét összegző Rotten Tomatoes 94%-ra értékelte 16 vélemény alapján.
Bosley Crowther, a The New York Times kritikusa 1943. október 8-i cikkében dicsérte a filmet, a művészeket és a filmkészítőket.
Csaknem 50 évvel a film megjelenése után a Parade magazin a film hosszan tartó kulturális hatásáról közölt eszmecserét, és idézte a Saturday Evening Post-ot: „A film a leglátványosabb kutyakarriert indította el a filmtörténetben Pal (=Lassie megszemélyesítője) számára”.
A filmet idézik a Jane és Michael Stern által összeállított, 1992-ben megjelent Encyclopedia of Pop Culture című kiadványban.

### Díjak és jelölések
- A filmet jelölték Oscar-díjra a „legjobb fényképezés” kategóriában.
- Lassie csillagot kapott a Hollywood-i hírességek sétányán, a 6368 Hollywood Blvd. szám alatt.
- 1993-ban a filmet a Amerikai Kongresszusi Könyvtár az „amerikai nemzeti filmregiszter”-be sorolta be, „mint kulturálisan, történelmileg vagy esztétikailag jelentős alkotást”.[11]

## Fordítás
Ez a szócikk részben vagy egészben  a   Lassie Come Home című angol Wikipédia-szócikk fordításán alapul.  Az eredeti cikk szerkesztőit annak laptörténete sorolja fel. Ez a jelzés csupán a megfogalmazás eredetét és a szerzői jogokat jelzi, nem szolgál a cikkben szereplő információk forrásmegjelöléseként.